# 芬尼 (密蘇里州)
芬尼（英語：Finey）是位於美國密蘇里州亨利縣的非建制地區。

## 歷史
芬尼的郵局於1884年設立，其後於1911年停運。

## 地理
芬尼所處的海拔為高於海平面277米（即909英呎），而該地所採用的時區為UTC-6，即北美中部時區（CST）。同時該地設有夏令時間，為UTC-6調快一小時，即UTC-5（CDT）。